# Claude Gruffat
Claude Gruffat (nascido a 13 de Setembro de 1957) é um político e empresário francês que foi eleito deputado ao Parlamento Europeu em 2019, como candidato independente na lista da Europe Ecologie Les Verts.